# Antoine de Noailles (1504–1562)
Pour les articles homonymes, voir Antoine de Noailles.
Antoine de Noailles (4 septembre 1504 - 11 mars 1562 à Bordeaux) fut amiral de France et le premier comte de Noailles.

## Biographie
Fils de Louis de Noailles et de Catherine de Pierre-Bussière ou plutôt Pierre-Buffière (fille de Pierre de Pierre-Buffière baron de Châteauneuf et de Catherine de Comborn), il se signale à la bataille de Cérisoles, et est fait Amiral de France, lors de l'avènement du roi Henri II. Il remplit une mission en Angleterre, et négocie la trêve de Vaucelles en 1556. 
Il est maire de Bordeaux, du 24 novembre 1561 à sa mort, élection qu'il apprend sans grand enthousiasme. Il en renforce pourtant les fortifications, s'estimant mandaté par le roi pour affirmer son autorité. Il désigne Bordeaux comme « une des plus belles villes de guerre du monde ». 
L'abbé Vertot a publié en 1763 les Négociations en Angleterre, avec celles de ses frères François de Noailles (1519-1585) et Gilles de Noailles (1524–1600), qui furent successivement ambassadeurs à Venise, Londres, Rome et Constantinople, et qui conclurent la paix entre Sélim II et les Vénitiens).
Il est inhumé à Noailles, mais sa veuve Anne de Gontaut fait enchâsser son cœur dans un monument de la cathédrale Saint-André.